# Ibrahim Koroma
Ibrahim Marcel Koroma, född 17 maj 1989 i Freetown, är en sierraleonsk fotbollsspelare (försvarare och mittfältare). 
Han har tidigare spelat i Allsvenskan för Trelleborgs FF och i Superettan för Varbergs BoIS.

## Karriär
Inför säsongen 2016 gick Koroma till division 1-klubben Husqvarna FF.
I mars 2017 värvades Koroma av division 2-klubben Motala AIF. Efter säsongen 2021 lämnade han klubben.